# Morirai a mezzanotte (film 1986)
Morirai a mezzanotte è un film del 1986 diretto da Lamberto Bava con lo pseudonimo di John Old Jr..
Giallo italiano ambientato ad Ascoli Piceno.

## Trama
Il poliziotto Nicola, pedinando la moglie Sara a passeggio per strada, la vede entrare in un negozio di biancheria intima; incuriosito, sbirciando dalla vetrina, la scopre in adulterio. Si allontana sconsolato e incontra Anna, docente universitaria e nota criminologa, che lo saluta ma lui, sconvolto, scappa e torna a casa. La sera stessa, la lite tra i coniugi è furiosa: Sara ferisce Nicola con un punteruolo da ghiaccio e lui tenta d'affogarla ma, prima di commettere l'omicidio, un barlume di coscienza lo fa desistere. Quando Nicola esce di casa è ancora più sconvolto e, immediatamente, si reca da Anna a chiederle aiuto. Sara, invece, di lì a poco, viene davvero assassinata nella doccia da un ignoto omicida.
L'uccisione di Sara è solo la prima d'una lunga serie: il primo sospettato è Nicola ma, durante il suo fermo, il vero assassino uccide altre persone: un'impiegata presso il museo di medicina legale e quindi la commessa d'un negozio di biancheria intima. Gioia, Carol e Monica, già laureate in medicina, stanno per conseguire la specializzazione in criminologia proprio con relatrice Anna: Carol è figlia del commissario Terzi, che sta indagando sugli omicidi. Le tre specializzande, su suggerimento di Anna, stanno studiando il caso di Franco Tribbo, omicida della fine degli Anni Sessanta, denominato il killer di mezzanotte per l'ora in cui era solito mietere le sue vittime.
Dall'analisi di fonti giornalistiche dell'epoca e dalla visione d'alcune vecchie fotografie, le tre ragazze giungono a una ricostruzione precisa dei tratti somatici dell'uomo, che fu catturato dalla polizia mentre tentava d'uccidere l'ennesima vittima; il corpo, però, non fu mai rinvenuto. Tutte le vittime di Tribbo andarono incontro a morte sicura tranne l'ultima: una ragazza che, tuttavia, riportò gravi ferite Intanto l'assassino torna a colpire e Carol riesce a intravederlo. Sconvolta, ne parla con il padre, convinta che il maniaco sia proprio Tribbo: i tratti somatici dell'uomo, a detta di Carol, corrispondono esattamente a quelli di Tribbo. A sua volta, l'ispettore è convinto che la figlia sia stata influenzata dalle ricerche compiute per l'Università e che i recenti avvenimenti di sangue abbiano finito per stressarla eccessivamente e perciò le suggerisce di ritirarsi fuori città per concludere, con maggiore serenità, la tesi di specializzazione.
Anche Gioia e Monica accompagnano Carol in un albergo temporaneamente chiuso: le tre ragazze però sono prese di mira da Tribbo che, uccise Monica e Gioia, tenta d'uccidere anche Carol. Solo il pronto intervento del padre mette fine alla strage: con la pistola colpisce Tribbo, che cade a terra esanime. Purtroppo, nel finale si scopre che l'assassino porta una maschera, realizzata con un calco dell'Università dove Carol studia: il vero serial killer è proprio la criminologa Anna, unica vittima sopravvissuta alla violenza di Tribbo che, tuttavia, le provocò un trauma che la segnò fino a immedesimarla in lui.